# 坂田加奈子
坂田加奈子（さかた かなこ、10月23日 - ）は、北海道旭川市出身の劇団四季の女優である。

## 人物
4歳からダンスを始め、高校を卒業と同時に劇団四季に入所。ドリーミングSAPPOROで初舞台を踏み、入所1年後の1996年にキャッツに出演。その後ダンスを中心に活動。以後、劇団四季に欠かせない女優として「コーラスライン」のキャシーなどを演じる。

## 出演
- キャッツ（ヴィクトリア、ディミータ、ジェニエニドッツ）
- コーラスライン（キャシー）
- ソング&ダンスⅠ、Ⅱ、Ⅲ （女性ダンサー）
- ソング&ダンス55ステップス（ダンスパート）
- ドリーミングSAPPORO（アンサンブル）
- コンタクト（婚約カップル／ブルックリンのカップル、妻、黄色いドレスの女）